# ميغيل أنخيل فالديز
ميغيل أنخيل فالديز (بالإسبانية: Miguel Ángel Valdez)‏ (7 يونيو 1991 في المكسيك - ) هو لاعب كرة قدم مكسيكي في مركز الدفاع. لعب مع نادي تيخوانا وتيبورونيس روخوس دي فيراكروز وAlacranes de Durango ‏.

## وصلات خارجية
- ميغيل أنخيل فالديز على موقع إي إس بي إن إف سي (الإنجليزية)
- ميغيل أنخيل فالديز على موقع قاعدة بيانات كرة القدم.إي يو (الإنجليزية)

1. ↑   https://web.archive.org/web/20110629024257/http://xolos.com.mx/sitio/ficha-jugador.php?id_jugador=8. {{استشهاد ويب}}: |url= بحاجة لعنوان (مساعدة) والوسيط |title= غير موجود أو فارغ (من ويكي بيانات) (مساعدة)